# بنسون وهيدجز
بنسون وهيدجز هي ماركة بريطانية للسجائر مملوكة إما لشركة فيليب موريس إنترناشيونال، أو شركة التبغ البريطانية الأمريكية، أو اليابانية للتبغ، وهذا يتوقف على المنطقة التي ينتج فيها. في المملكة المتحدة، يتم تسجيلها في شارع أولد بوند في لندن ويتم تصنيعها في منطقة ليسنافيلان في باليمينا في ايرلندا الشمالية. تصنع في الغالب من تبغ فرجينيا.
في بعض البلدان التي لا تحمل فيها فيليب موريس علامة بنسون آند هيدجز التجارية، مثل الفلبين يباع طراز من ماركة السجائر الأمريكية الشمالية بينسون آند هيدجز تحت علامة «فيليب موريس» باستخدام عبوة مماثلة.

## تاريخ
تأسست بينسون آند هيدجز في لندن عام 1873 من قبل ريتشارد بنسون وويليام هيدجز تحت اسم بنسون وهيدجز المحدودة. خلف ألفريد بيجيت هيدجز والده في العمل في عام 1885، وهو نفس العام الذي ترك فيه ريتشارد بنسون العمل. شهد عام 1900 افتتاح فروع بنسون وهيدجز المحدودة في الولايات المتحدة وكندا. في عام 1928، أصبح الفرع الأمريكي مستقلاً، وتم شراؤه من قبل شركة فيليب موريس في عام 1958. تم شراء شركة بنسون وهيدجز المحدودة في المملكة المتحدة من قبل Gallaher Group في عام 1955.